# Axstedt
Axstedt is een gemeente in de Duitse deelstaat Nedersaksen. De gemeente maakt deel uit van de Samtgemeinde Hambergen in het Landkreis Osterholz.
Axstedt telt 1.201 inwoners.
- Bibliothèque nationale de France: cb15169091k (data)
- Nationale Bibliotheek van Tsjechië: ge1135348
- Virtual International Authority File: 170332252

Axstedt · 
Grasberg · 
Hambergen · 
Holste · 
Lilienthal · 
Lübberstedt · 
Osterholz-Scharmbeck · 
Ritterhude · 
Schwanewede · 
Vollersode · 
Worpswede